# 천안 신사리 선돌
신사리 선돌은 대한민국 충청남도 천안시 동남구 성남면 신사리에 있는 선돌이다. 2016년 12월 15일 천안시의 향토문화유산 제49호로 지정되었다.

## 개요
청동기시대 관련 유적이다.

## 지정 사유
신사리 선돌은 검사리 마을과 미륵너머 마을 중간을 가르는 도로의 우측에 위치한다.
선돌의 높이는 27m내외이며, 하단이 넓고 상단은 뾰족하게 생긴 자연석을 사용하였다.
현재, 선돌의 하단부는 시멘트를 발라 장방형의 지지대를 만들고, 중단부는 시멘트로 보수하는 등 훼손된 흔적이 남아 있다.
천안에서 유일하게 확인된 것으로 가치가 크며, 주변 신사리 대식 출토지, 대화리유적, 신풍리 유적 등 관련 청동기 시대 유적이 존재할 가능성이 매우 높다.